# Williamsfield (Illinois)
Williamsfield est un village du comté de Knox dans l'Illinois, aux États-Unis,. Situé à l'est du comté, il est  incorporé le 3 avril 1896.

## Démographie
Lors du recensement de 2010, le village comptait une population de 578 habitants. Elle est estimée, en 2016, à 555 habitants.

## Source de la traduction
- (en) Cet article est partiellement ou en totalité issu de l’article de Wikipédia en anglais intitulé « Williamsfield, Illinois » (voir la liste des auteurs).